# لي سميث (منافس ألعاب قوى)
لي سميث (بالإنجليزية: Leigh Smith)‏ هو منافس ألعاب قوى أمريكي، ولد في 28 أغسطس 1981.

## وصلات خارجية
- لي سميث على موقع الاتحاد الدولي لألعاب القوى (الإنجليزية)
- لي سميث على موقع أوليمبيديا (الإنجليزية)
- لي سميث على موقع اللجنة الأولمبية والبارالمبية الأمريكية (الإنجليزية)